# Società Sportiva Milazzo 2011-2012
Questa voce raccoglie le informazioni riguardanti la Società Sportiva Milazzo nelle competizioni ufficiali della stagione 2011-2012.

## Rosa
| N. |                      | Ruolo | Calciatore            |
| -- | -------------------- | ----- | --------------------- |
|    | Italia (bandiera)    | D     | Rocco Benci           |
|    | Italia (bandiera)    | C     | Rosario Bucolo        |
|    | Italia (bandiera)    | A     | Roberto Chiara        |
|    | Italia (bandiera)    | P     | Davide Croce          |
|    | Italia (bandiera)    | D     | Antonio Cucinotta     |
|    | Italia (bandiera)    | C     | Marco Cuomo           |
|    | Italia (bandiera)    | D     | Giuseppe Di Pasquale  |
|    | Italia (bandiera)    | C     | Marco Fiore           |
|    | Italia (bandiera)    | C     | Marco Guerriera       |
|    | Italia (bandiera)    | D     | Raffaele Imparato     |
|    | Italia (bandiera)    | D     | Francesco Ingemi      |
|    | Italia (bandiera)    | C     | Nicola Lanzolla       |
|    | Argentina (bandiera) | D     | Carlos Llama          |
|    | Italia (bandiera)    | A     | Alessandro Malafronte |
|    | Italia (bandiera)    | C     | Fabio Mangiacasale    |

| N. |                   | Ruolo | Calciatore           |
| -- | ----------------- | ----- | -------------------- |
|    | Italia (bandiera) | P     | Giuseppe Messina     |
|    | Italia (bandiera) | A     | Francesco Nicastro   |
|    | Ghana (bandiera)  | D     | Marcos Kouassi N'Ze  |
|    | Italia (bandiera) | A     | Andrea Parachi       |
|    | Italia (bandiera) | D     | Felice Pepe          |
|    | Italia (bandiera) | P     | Cristian Pergamena   |
|    | Italia (bandiera) | D     | Marco Proietti       |
|    | Italia (bandiera) | D     | Giuseppe Quintoni    |
|    | Italia (bandiera) | A     | Rosario Rasà         |
|    | Italia (bandiera) | A     | Angelo Scalzone      |
|    | Italia (bandiera) | C     | Francesco Simonetti  |
|    | Italia (bandiera) | A     | Fortunato Spilabotte |
|    | Italia (bandiera) | D     | Gerardo Strumbo      |
|    | Italia (bandiera) | P     | Simone Taranto       |
|    | Italia (bandiera) | C     | Orazio Urso          |